# Tiracola grandirena
Tiracola grandirena är en fjärilsart som beskrevs av Herrich-Schäffer 1868. Tiracola grandirena ingår i släktet Tiracola och familjen nattflyn. Inga underarter finns listade i Catalogue of Life.